# Incidente aereo di Southend
L'incidente aereo di Southend è stato un incidente aereo successo il 13 luglio 2025, avvenuto vicino all'aeroporto di Southend, in cui è rimasto coinvolto l'Aeromobile con registrazione PH-ZAZ, in cui sono decedute 4 persone (4 membri dell'equipaggio) senza alcun sopravvissuto.

## Contesto

### Aeromobile e rotta
Il velivolo coinvolto era un Beechcraft King Air B200 immatricolato PH-ZAZ e appartenente alla compagnia olandese di noleggio aereo Zeusch Aviation.
Quel giorno aveva già effettuato due tratte, una da Atene all'aeroporto di Pola e un'altra da Pola diretta all'aeroporto di Southend. L'aereo, con numero di volo SUZ1, era diretto a Lelystad, nei Paesi Bassi.

### Occupanti
L'aereo, con capienza massima di 12 persone, era occupato da 4 membri dell'equipaggio.

## L'incidente
Secondo alcuni testimoni oculari, poco dopo il decollo l'aereo si sarebbe inclinato, per poi incendiarsi e schiantarsi in un campo da golf lì vicino.

## Soccorsi
La polizia dell'Essex è intervenuta rapidamente, segnalando la presenza dell'aereo in fiamme.

## Conseguenze
L'aereo è andato completamente distrutto e i tutti i 4 occupanti sono morti.
Per ragioni di sicurezza, lo scalo di Southend è stato chiuso fino al completamento delle operazioni di soccorso e i voli in arrivo e in partenza dirottati.